# Casey Webb
Casey Webb (Nueva Jersey, Estados Unidos, 27 de abril de 1970), es un actor y presentador de televisión estadounidense. Se conoce mayormente como el segundo presentador de la exitosa serie de televisión, Man v. Food (en español Crónicas carnívoras), como reemplazo de Adam Richman.

## Primeros años
Webb nació y creció en el estado de Nueva Jersey, y trabajó como modelo infantil durante su juventud.  Creció en Little Silver, en Nueva Jersey  y además, asistió a la Red Bank Regional High School, donde jugó en el equipo de fútbol de la escuela, e incluso también compitió en el equipo de lucha libre de la escuela.